# Kettingkogel

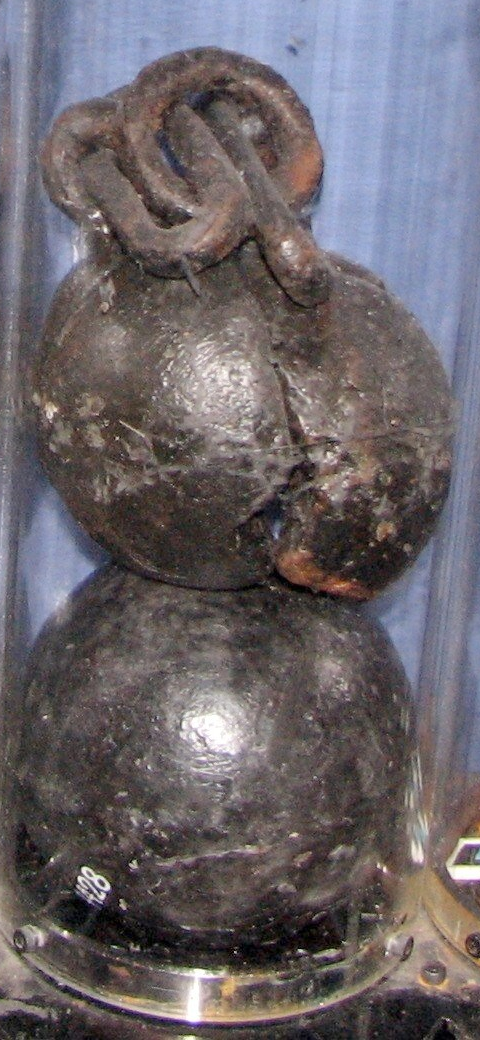
Kettingkogel uit de Vasa

Een kettingkogel is een antiek projectiel uit begin 17e eeuw, dat met zwart buskruit werd afgeschoten door scheepskanonnen. Het projectiel bestaat uit twee (halve) kogels, met een kleinere diameter dan het kaliber van het geschut, verbonden door een ketting, die tot twee meter lang kan zijn. Kettingkogels werden op zeilschepen gebruikt om de tuigage en de zeilen van de tegenstander te vernielen.
 Bij het afschieten van een kettingkogel gingen de bollen, na het verlaten van de loop, in de lucht om elkaar heendraaien, daarmee de tot twee meter lange ketting strak trekkend. Het ronddraaien maakte de kogel minder trefzeker en werd daarom enkel voor de korte afstand gebruikt.

Kettingkogels werden gewoonlijk niet gebruikt als anti-personeel wapens. Voor minder geld en met meer effect werden hiervoor kartetsen of shrapnels aangewend. 
Tegenwoordig worden in shotguns weleens bolo-kogels gebruikt, een moderne variant van de kettingkogel. Een bolo-kogel bestaat uit een stalen draad van 2½" (= 6,35 cm) lengte waaraan twee slugs zijn gegoten. De naam is afgeleid van de Zuid-Amerikaanse bola.

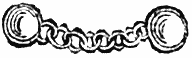
Kettingkogel

Bolo-kogels zijn in verscheidene staten van de V.S. waaronder Florida en Illinois verboden.